# 鲍比·费舍对抗全世界
《鲍比·费舍对抗全世界》（英語：Bobby Fischer Against the World）是一部2011年美國纪录片，讲述了国际象棋大师、第11届世界冠军鲍比·菲舍尔的生平。该片包括对国际象棋选手安东尼·赛迪、拉里·埃文斯、萨姆·斯隆、苏珊·波尔加、加里·卡斯帕罗夫、阿萨·霍夫曼、弗里里克拉夫森、洛塔尔·施密德等人的采访。其中包括1972年世界象棋锦标赛的珍贵档案录像。